# Francesco Manca
| Odkryte planetoidy: 26 | Odkryte planetoidy: 26 |
| ---------------------- | ---------------------- |
| (9111) Matarazzo       | 28 stycznia 1997       |
| (9115) Battisti        | 27 lutego 1997         |
| (9796) Robotti         | 19 kwietnia 1996       |
| (10387) Bepicolombo    | 18 października 1996   |
| (10605) Guidoni        | 3 listopada 1996       |
| (10606) Crocco         | 3 listopada 1996       |
| (11652) Johnbrownlee   | 7 lutego 1997          |
| (12405) Nespoli        | 15 września 1995       |
| (18542) Broglio        | 29 grudnia 1996        |
| (18556) Battiato       | 7 lutego 1997          |
| (19318) Somanah        | 2 grudnia 1996         |
| (21289) Giacomel       | 3 listopada 1996       |
| (26197) Bormio         | 31 marca 1997          |
| (27855) Giorgilli      | 4 stycznia 1995        |
| (32944) Gussalli       | 19 listopada 1995      |
| (35334) Yarkovsky      | 31 marca 1997          |
| (37022) Robertovittori | 22 października 2000   |
| (39734) Marchiori      | 14 grudnia 1996        |
| (43956) Elidoro        | 31 marca 1997          |
| (43957) Invernizzi     | 7 lutego 1997          |
| (48643) Allen-Beach    | 20 października 1995   |
| (59087) Maccacaro      | 15 listopada 1998      |
| (69961) Millosevich    | 15 listopada 1998      |
| (79847) Colzani        | 7 grudnia 1998         |
| (96583) 1998 VG34      | 15 listopada 1998      |
| (100641) 1997 VO4      | 3 listopada 1997       |
| 1. 2. 3. 4. 5. 6.      |                        |

Francesco Manca (ur. 1966) – włoski astronom amator, współodkrywca 26 planetoid. Pracował w Osservatorio Astronomico Sormano.
W uznaniu jego pracy planetoida (15460) Manca została nazwana jego nazwiskiem.

## Wybrane publikacje
- "Asteroid and Planet Close Encounters", Minor Planet Bulletin, (1999 F. Manca, P. Sicoli)
- "Monitoring Hazardous Objects", Proceedings of the Third Italian Meeting of Planetary Science, (2000 F. Manca, P. Sicoli)
- "Planetary Close Encounters", Proceedings of the Fourth Italian Meeting of Planetary Science, (2002 F. Manca, P. Sicoli)
- "Minor planet recovery: analysis and verification of data obtained by OrbFit and Edipo software", Proceedings of the Fifth Italian Meeting of Planetary Science, (2003 F. Manca, A. Testa, M. Carpino)
- "Identification of asteroids and comets: methods and results", Proceedings of the X National Conference on Planetary Science. (2011 F. Manca, P. Sicoli, and A. Testa)
- "Identification of asteroids and comets: update on methods and results". Proceedings of the XI National Conference on Planetary Science. (2013 F. Manca, A. Testa)
- "Close encounters among asteroids, comets, Earth-Moon system and inner planets: the cases of (99942) Apophis and Comet C/2013 A1 ". Proceedings of the XII Italian national workshop of planetary sciences. (2015 F. Manca, P. Sicoli, A. Testa)
- (WMT) Wide-field Mufara Telescope", Presentation at XIV Italian Meeting of Planetary Science, (2018 F. Manca, M. Di Martino)